# Mountain Studios

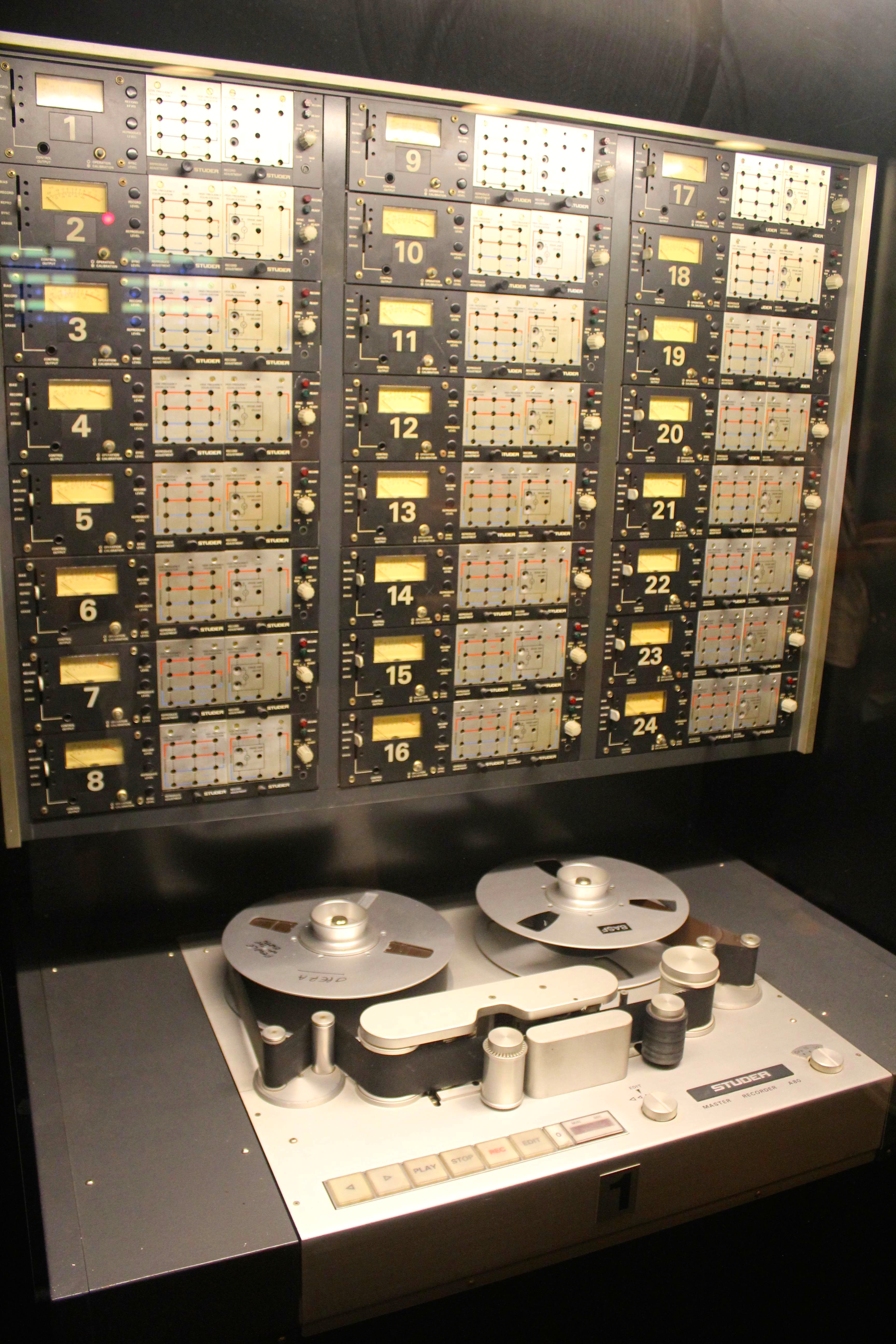
Geluidsbanden

Mountain Studios is een opnamestudio in Zwitserland. Het was gevestigd in het casino in Montreux en staat tegenwoordig in Attalens.
Het was van 1978 tot 1995 eigendom van de Britse band Queen en daarna van de producer David Richards tot diens dood in 2013. In het casino in Montreux is tegenwoordig een museum over Queen gevestigd.
Bands die er werk hebben laten produceren, zijn AC/DC, The Rolling Stones, David Bowie, Chris Rea en anderen.

## Albums die in de studio werden opgenomen
- Queen
  - 1978: Jazz
  - 1982: Hot space
  - 1986: A kind of magic
  - 1989: The miracle
  - 1991: Innuendo
  - 1995: Made in heaven
- Brian May
  - 1992: Back to the light
- Freddie Mercury & Montserrat Caballé
  - 1988: Barcelona
- Roger Taylor
  - 1981: Fun in space
  - 1984: Strange frontier
- The Cross
  - 1988: Shove it
  - 1990: Mad, bad and dangerous to know
- AC/DC
  - 1985: Fly on the wall
- David Bowie
  - 1979: Lodger
  - 1987: Never let me down
  - 1993: Black tie white noise
  - 1993: The Buddha of suburbia
  - 1995: Outside
- Iggy Pop
  - 1986: Blah blah blah
- Chris Rea
  - 1983: Water sign
  - 1984: Wired to the moon
  - 1985: Shamrock diaries
  - 1986: On the beach
- The Rolling Stones
  - 1976: Black and blue
- Yes
  - 1977: Going for the one
- Rick Wakeman
  - 1977: Rick Wakeman's criminal record
- Magnum
  - 1986: Vigilante
- Smokie
  - 1978: The Montreux album
- Emerson, Lake & Palmer
  - 1977: Works volume 1